# Пирожок (остров)
Пирожо́к — остров архипелага Северная Земля. Административно относится к Таймырскому Долгано-Ненецкому району Красноярского края.
Расположен в центральной части архипелага на расстоянии около 700 метров к северу от острова Арнгольда.
Поскольку остров расположен в акватории пролива Шокальского, его относят к Карскому морю.
Имеет слегка вытянутую форму длиной не более 200 метров. Существенных возвышенностей на острове нет.